# Sozialabbau

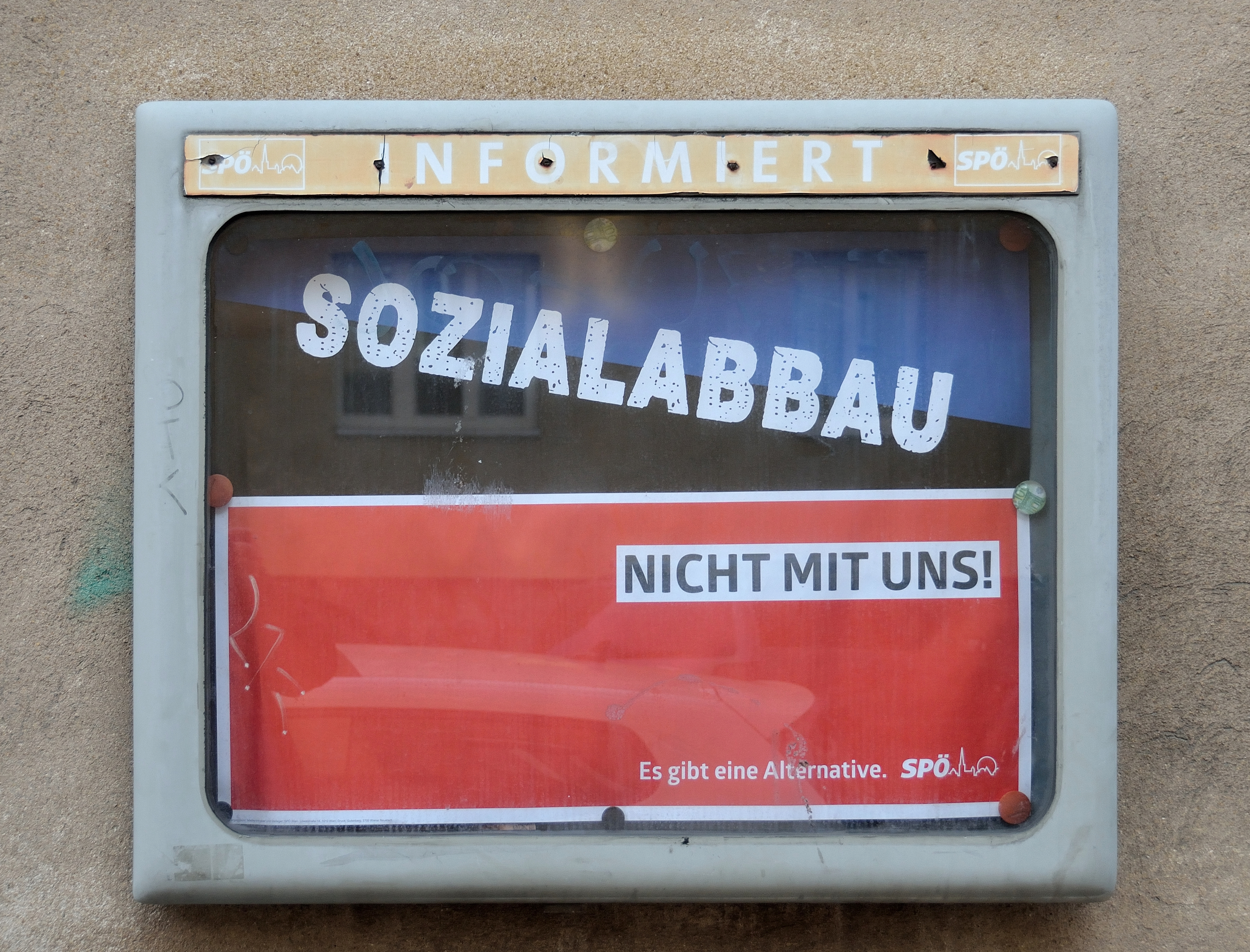
Plakat der SPÖ Wien

„Sozialabbau“ ist ein negativ besetztes politisches Schlagwort, dessen Verwendung unterstellt, dass es in einem System eine Reduzierung von vorher vorhandenen Sozialleistungen für deren Mitglieder gebe. Es wurde 1993 in Deutschland von der Gesellschaft für deutsche Sprache zum Wort des Jahres gekürt.

## Einordnung
Das Schlagwort gehört in die Gruppe der Schlagworte, die generalisierend eine wirkliche oder vermeintliche Kürzung von Leistungen oder Verschlechterungen von Bezugsbedingungen für Sozialleistungen kritisieren. Vergleichbare Schlagworte sind „Soziale Demontage“ (Verwendung in den 1970er Jahren), „Sozialer Kahlschlag“, „Zerstörung des Sozialstaates“, „Soziale Kälte“, „Soziale Wüste“, Soziale Ungerechtigkeit, Sozialdumping.
Möglichst objektivierbare Indikatoren, inwiefern ein Abbau oder ein Aufbau von Sozialleistungen in einem Staat vorliegen könnte, sind die Entwicklung der Sozialausgaben, der Sozialquote oder der Gesamtrechnung der Sozialen Sicherheit.
Im politischen Diskurs wird je nach politischer Ausrichtung des Betrachters und gerade amtierender Regierung zumeist unterschiedlich gesehen, ob ein „Sozialabbau“ oder „Sozialaufbau“ vorliege. Zur Begründung der unterschiedlichen Sichtweisen werden zumeist verschiedene Betrachtungszeiträume, verschiedene Sozialleistungen oder Gewichtungen der Sozialleistungen und verschiedene Bewertungen dieser Sozialleistungen unternommen.

## Wort des Jahres
1993 wurde „Sozialabbau“ von der Gesellschaft für deutsche Sprache zum „Wort des Jahres“ gewählt. Es setzte sich damit gegen eine Reihe von anderen Vorschlägen wie „Standort Deutschland“, „Blutskandal“, „Amigo-Affäre“, „Pflege“ (Pflegeversicherung), „umdenken“, „großer Lauschangriff“, „Asylkompromiss“, „Ostalgie“ und „Dino“ durch.
Hintergrund war die Diskussion um die damalige Sozialpolitik. In Folge der Deutschen Wiedervereinigung wurden die Sozialsysteme der Bundesrepublik Deutschland ab 1990 auch in der ehemaligen DDR eingeführt. Hierdurch und durch den Zusammenbruch vieler sozialistischer Betriebe nach Einführung der Marktwirtschaft und dem dadurch entstandenen Anstieg der Arbeitslosigkeit stieg die Sozialleistungsquote von 30,7 Prozent im Jahr 1989 auf 34,1 Prozent im Jahr 1994. Die Bundesregierung kürzte in der Folge Sozialleistungen. Gegen diese Kürzungen richtete sich der Widerstand der Opposition, der Gewerkschaften und Sozialverbände unter dem Schlagwort des „Sozialabbaus“.